# Sodomia

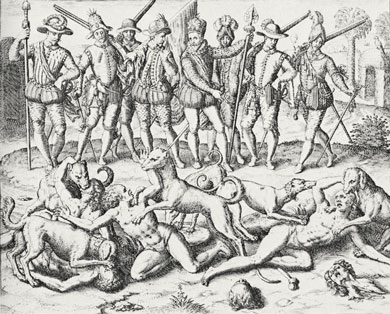
Espanhóis e o genocídio dos "sodomitas". Gravura do período colonial das Américas.

Sodomia é uma palavra de origem a partir de uma interpretação de uma passagem bíblica usada para designar atos considerados imorais praticados pelos moradores da cidade de Sodoma. Desde há alguns séculos que o termo sodomia significava práticas sexuais contra-natura, no entanto, a palavra "sodomia" não possui raiz bíblica e deriva de interpretações casuais e seletivas que desconectaram o termo de seu contexto original. Nos escritos, o "erro de Sodoma" é descrito em Ezequiel 16:49-50, onde o texto hebraico menciona "avon Sedom" (עֲוֹן סְדוֹם), traduzido como "a iniquidade de Sodoma", que consiste em arrogância, fartura de pão entre alguns e desprezo pelos pobres e a falta de compaixão. Esses atos refletem negligência social, ganância e desumanidade, enfatizando violações éticas relacionadas à justiça e hospitalidade, consideradas importantes no contexto histórico-cultural da sociedade. A conexão posterior entre "sodomia" e sexualidade é uma leitura isolada que ignora o contexto histórico e linguístico, desconsiderando o foco bíblico em questões de amor ao próximo e empatia. 

## Origem
A palavra sodomia tem origem em uma interpretação  particular acerca do episódio da "Destruição de Sodoma", descrito na Bíblia, livro do Génesis, capítulo 19, muitas vezes ignorando seu contexto original,  histórico-cultural. No capitulo, por si, é narrado que Deus enviou dois homens (também referidos por mensageiros ou anjos), para avaliarem a conduta dos habitantes de Sodoma e Gomorra, cujo «clamor [era] imenso, [agravando-se o seu pecado] extremamente.» (Gen, 18, 20). Em Gênesis 19, todo o capítulo revela claramente que o pecado de Sodoma estava relacionado ao abuso sexual e à violência, pois a tentativa dos homens da cidade de estuprar os anjos disfarçados de hóspedes é o ponto central do relato, demonstrando uma clara transgressão contra a hospitalidade e o respeito ao estrangeiro. Outros profetas, como Ezequiel 16:49-50, deixam claro que a destruição de Sodoma foi motivada por arrogância, avareza e a falta de compaixão ao próximo, citando a soberba, a fartura de pão e a negligência com os pobres e necessitados. Na Antiguidade, a hospitalidade era um valor fundamental, especialmente nas culturas hebraica e mesopotâmica, onde acolher os estrangeiros e protegê-los era considerado uma obrigação moral e religiosa. Essa perspectiva se extende a outras culturas da região do mediterrâneo. Na Antiguidade, a hospitalidade era considerada um dever sagrado, com destaque em culturas como a grega, onde a violação desse princípio era vista como um grave delito. Na mitologia grega, como no caso de Filemon e Báucis, a hospitalidade também era central, tendo sua cidade destruída e ambos poupados por sua generosidade e justiça, com Zeus punindo aqueles que falhavam em acolher bem os estrangeiros, refletindo a importância de proteger e receber os hóspedes com respeito e generosidade.
«À tarde chegaram os dois anjos a Sodoma. Lot estava sentado à porta de Sodoma e, vendo-os, levantou-se para os receber; prostrou-se com o rosto em terra, e disse: Eis agora, meus senhores, entrai, peço-vos em casa de vosso servo, e passai nela a noite, e lavai os pés; de madrugada vos levantareis e ireis vosso caminho. Responderam eles: Não; antes na praça passaremos a noite. Entretanto, Lot insistiu muito com eles, pelo que foram com ele e entraram em sua casa; e ele lhes deu um banquete, assando-lhes pães ázimos, e eles comeram. Mas antes que se deitassem, cercaram a casa os homens da cidade, isto é, os homens de Sodoma, tanto os moços como os velhos, sim, todo o povo de todos os lados; e, chamando a Lot, perguntaram-lhe: Onde estão os homens que entraram esta noite em tua casa? Traze-os cá fora a nós, para que os conheçamos. Então Lot saiu-lhes à porta, fechando-a atrás de si, e disse: Meus irmãos, rogo-vos que não procedais tão perversamente; eis aqui, tenho duas filhas que ainda não conheceram varão; eu vo-las trarei para fora, e lhes fareis como bem vos parecer: somente nada façais a estes homens, porquanto entraram debaixo da sombra do meu telhado. Eles, porém, disseram: Sai daí. Disseram mais: Esse indivíduo, como estrangeiro veio aqui habitar, e quer se arvorar em juiz! Agora te faremos mais mal a ti do que a eles. E arremessaram-se sobre o homem, isto é, sobre Lot, e aproximavam-se para arrombar a porta. Aqueles homens, porém, estendendo as mãos, fizeram Lot ir para dentro da casa, e fecharam a porta; e feriram de cegueira os que estavam do lado de fora, tanto pequenos como grandes, de maneira que cansaram de procurar a porta.» (Gênesis 19:1–11)
De acordo com a narrativa, as duas cidades foram destruídas pelo Senhor que fez cair do céu uma «chuva de enxofre e de fogo» (Gen 19, 24), pouco depois do episódio descrito.

## Interpretações
Religiosos fundamentalistas, influenciados por interpretações equivocadas e/ou preconceituosas, têm associado a destruição de Sodoma à sexualidade, ignorando o contexto claro de abuso sexual e violência no relato de Gênesis 19, onde o pecado é a tentativa de violação forçada, falta de hospitalidade, e não orientações sexuais consensuais como a homossexualidade,  erroneamente e preconceituosamente associada. Além disso, outros profetas oferecem uma visão mais abrangente: Ezequiel 16:49-50 aponta que Sodoma foi condenada por arrogância, fartura de pão e descaso com os pobres e necessitados, enquanto Isaías 1:10-17 critica a hipocrisia religiosa, associando os pecados de Sodoma à injustiça social e à falta de compaixão. Esses textos demonstram que a verdadeira condenação divina estava fundamentada em egoísmo, opressão e violência, não em questões de sexualidade.
Através de hermenêutica e estudiosos é  possível encontrar noções que o pecado de Sodoma não seria a homossexualidade, mas sim a falta de hospitalidade, uma vez que os anjos são convidados da casa de Lot e os homens de Sodoma querem praticar maldades com eles, sustentando-se esse dúbio argumento no texto de Hebreus 13, em que o apóstolo Paulo cita a importância da hospitalidade como um privilégio, ensinando a não deixar essa prática da hospitalidade esquecida (Hebreus 13:2).
Na Antiguidade, a hospitalidade era um valor sagrado, tendo por exemplo as culturas hebraica e a grega, onde receber bem o estrangeiro era visto como um dever moral e uma expressão de virtude. Na mitologia grega, por exemplo, Zeus era o patrono da hospitalidade, punindo aqueles que violavam essa obrigação, como na história de Filemon e Báucis. Da mesma forma, a narrativa de Sodoma reflete essa perspectiva, condenando a violação brutal dos deveres de acolhimento e respeito ao estrangeiro, destacando o desprezo pela hospitalidade como um pecado gravíssimo e contrário aos valores da época.
A história da tentativa de Lot de oferecer suas filhas aos agressores em Sodoma (Gênesis 19:8) reflete o contexto cultural da Antiguidade, onde a hospitalidade e a proteção ao hóspede eram prioritárias, muitas vezes acima até da própria família. Esse padrão de valores é encontrado em outras narrativas antigas, como nas leis do Código de Hamurabi, que protegiam viajantes e hóspedes, e nos relatos de hospitalidade na cultura mesopotâmica e hebraica. Essas tradições destacam o quanto a hospitalidade era central, mesmo quando implicava decisões moralmente complexas aos olhos modernos, reforçando a ênfase na proteção do estrangeiro como princípio sagrado.
Outra questão destacada é a de que "sodomia" seria uma referência a um "estupro coletivo". O texto bíblico não fala da "relação consensual entre duas pessoas" e sim de uma tentativa de realizar uma violação colectiva, por "todos os homens da cidade" sobre os dois estrangeiros, visitantes de Lot: (...) cercaram a casa os homens da cidade, isto é, os homens de Sodoma, tanto os moços como os velhos, sim, todo o povo de todos os lados (...) e ...Meus irmãos, rogo-vos que não procedais tão perversamente... somente nada façais a estes homens, porquanto entraram debaixo da sombra do meu telhado. Eles, porém, disseram: Sai daí. Disseram mais: Esse indivíduo, como estrangeiro veio aqui habitar, e quer se arvorar em juiz! Agora te faremos mais mal a ti do que a eles. E arremessaram-se sobre o homem, isto é, sobre Lot, e aproximavam-se para arrombar a porta...

## História
Nos séculos anteriores ao século XIX, não havia a categoria homossexual, que viria a surgir com o discurso médico. Até então, existia a figura do sodomita, que não era uma categoria identitária, mas alguém que cometia o ato da sodomia. Para compreender como e por que houve esta transição de concepção enquanto ato para identidade sexual, temos que percorrer o caminho da construção da categoria homossexualidade através da história.
Na Inglaterra, durante o governo de Henrique VIII, a bestialidade foi considerada crime passível de pena de morte, permanecendo assim até 1861. Bestialidade era definida como qualquer ato contra a natureza (sodomia), fosse entre homens e mulheres, homens e animais ou homens e homens. coloca que o ponto importante desta lei é o de que ela fala de atos e não de pessoas, ou seja, a sodomia não estava vinculada a um determinado tipo de pessoa, mas era vista como um comportamento possível a qualquer indivíduo.
Fazia-se a distinção entre dois tipos de sodomia, a sodomia própria, praticada homem com homem ou homem com mulher e a sodomia imprópria, praticada entre duas mulheres. Se fosse provada a culpa do denunciado, prendia-se somente os que houvessem cometido a sodomia própria.
A sodomia brasileira na primeira visita no Santo Ofício no Brasil, foi realizada pelas Constituições Primeiras do Arcebispado da Bahia, que não o relaxava o braço secular para se executar a pena capital, já que a Santa Igreja não poderia manchar seu nome com sangue. Apenas a sodomia própria era castigada com a prisão e sobre a sodomia imprópria, não foi escrita uma só linha que mencionasse algum tipo de pena a ela, dando-se a entender que tanto o Santo Ofício, como os teólogos, padres e o próprio autor dessa obra, que baseou esse título nas Constituições do Santo Pio V, ignoraram e fizeram vista grossa a sodomia cometida entre mulheres. Diferentemente do que ocorre nas Ordenações Filipinas, nas quais a punição para o crime de sodomia se estendia tanto aos homens quanto às mulheres que o cometessem entre si, mesmo sendo prevista na teoria, na prática isso não ocorria. Também nas Ordenações se previam a morte dos culpados, fato esse que não ocorria as Constituições Primeiras do Arcebispado da Bahia, em que apenas o culpado de sodomia própria era preso.
Tanto nas Ordenações Filipinas como nas Constituições Primeiras do Arcebispado da Bahia, não há nenhuma explicação que indique de que maneira poderia se dar a sodomia, seja entre homens, seja entre mulheres ou até mesmo entre um homem e uma mulher. Outro fato bastante notório é que já naquela época (séculos XVI, XVII e XVIII), existia uma grande preocupação em condenar as relações sexuais entre pessoas do mesmo sexo. Exemplo disso, são as previsões que as Ordenações Filipinas e as Constituições Primeiras do Arcebispado da Bahia fazem ao pecado da molície, caracterizando-o como masturbação entre homens ou entre mulheres. E se existia tamanha preocupação é porque com certeza havia também uma enorme incidência desses casos.
A sodomia feminina sempre foi tratada como um tema ambíguo e os inquisidores nunca conseguiam chegar a um consenso sobre como ela poderia ser praticada entre mulheres. Por isso, em 1640 as relações sexuais entre mulheres passaram a não mais pertencer à alçada inquisitorial.
No século XVIII, havia dois tipos de corpos (homem e mulher) e três tipos de gênero (masculino, feminino e sodomita), uma vez que o sodomita experienciava seus desejos como resultado de educação ou socialização corrompida, não devido a uma condição do corpo. Na sociedade burguesa emergente daquele século, o sodomita tinha importância, pois garantia a manutenção das relações de poder entre homens e mulheres, já que destacava o comportamento sexual (desejo por homens, sentido por sodomitas e mulheres) como marca de diferença de gênero (homens só desejavam mulheres). Isso nos remete a Laqueur (apud Nunan, 2001:8), que estabelece que a busca por estabelecer diferenças só ocorreu porque "essas diferenças se tornaram politicamente importantes."
Embora houvesse o sodomita, este era única e exclusivamente pautado no comportamento sexual, não existindo, ainda, a categoria homossexual. Esta só viria a surgir no século XIX, com o discurso médico. Foi depois do advento da separação da medicina geral do corpo da medicina do sexo, com a publicação, em 1846, da Psychopatia Sexualis, de Heinrich Kaan, que passou a vigorar "um domínio médico-psicológico das 'perversões', que viria a tomar o lugar das velhas categorias morais de devassidão e da extravagância".

## Criminalização
As Ordenações Afonsinas, primeira consolidação de leis em Portugal, feita no século XV, declaram que a sodomia é o mais torpe, sujo e desonesto pecado ante Deus e o mundo, impondo ao infrator que seja queimado até virar pó, para que não reste memória de seu corpo e sepultura:
| “ | Sobre todos os pecados, bem parece ser o mais torpe, sujo e desonesto o pecado de Sodomia, e não é achado um outro tão aborrecido ante a Deus e o mundo, pois por ele não somente é feita ofensa ao Criador da natureza, que é Deus, mais ainda se pode dizer, que toda a natureza criada, assim celestial como humana, é grandemente ofendida: somente falando os homens neste pecado, sem outro ato algum, tão grande é o seu aborrecimento que o ar não o pode sofrer, mas naturalmente fica corrompido e perde sua natural virtude. Por este pecado lançou Deus o dilúvio sobre a terra, quando mandou a Noé fazer uma arca, em que escapasse ele e toda sua geração, porque reformou o mundo de novo; e por este pecado sorveu as cidades de Sodoma e Gomorra; por este pecado foi destruída a Ordem dos Templários por toda a Cristandade em um dia. E porque segundo a qualidade do pecado, assim deve ser punido: porém mandamos e pomos por lei geral, que todo homem que tal pecado fizer, por qualquer guisa que ser possa, seja queimado e feito pelo fogo em pó, por tal que já nunca de seu e corpo e sepultura possa ser ouvida memória. | ” |